# Pietro Antonio Locatelli
Pietro Antonio Locatelli (Bergamo, 3 settembre 1695 – Amsterdam, 30 marzo 1764) è stato un compositore e violinista italiano.

## Biografia
Locatelli nacque a Bergamo, dove poté formarsi nelle ‘cantorie’ della Basilica di Santa Maria Maggiore, come violinista. Nel 1711 grazie alle sue eccezionali capacità viene inviato a Roma per approfondire lo studio della musica. Egli frequentò probabilmente se non lo stesso Arcangelo Corelli, persone a quest'ultimo molto vicine come Giuseppe Valentini.
Rimase a Roma fino al 1723, dove godette del favore del cardinale Pietro Ottoboni e del maggiordomo del Papa, monsignor Camillo Cybo, dedicatario dei XII Concerti Grossi Opera I (1721).

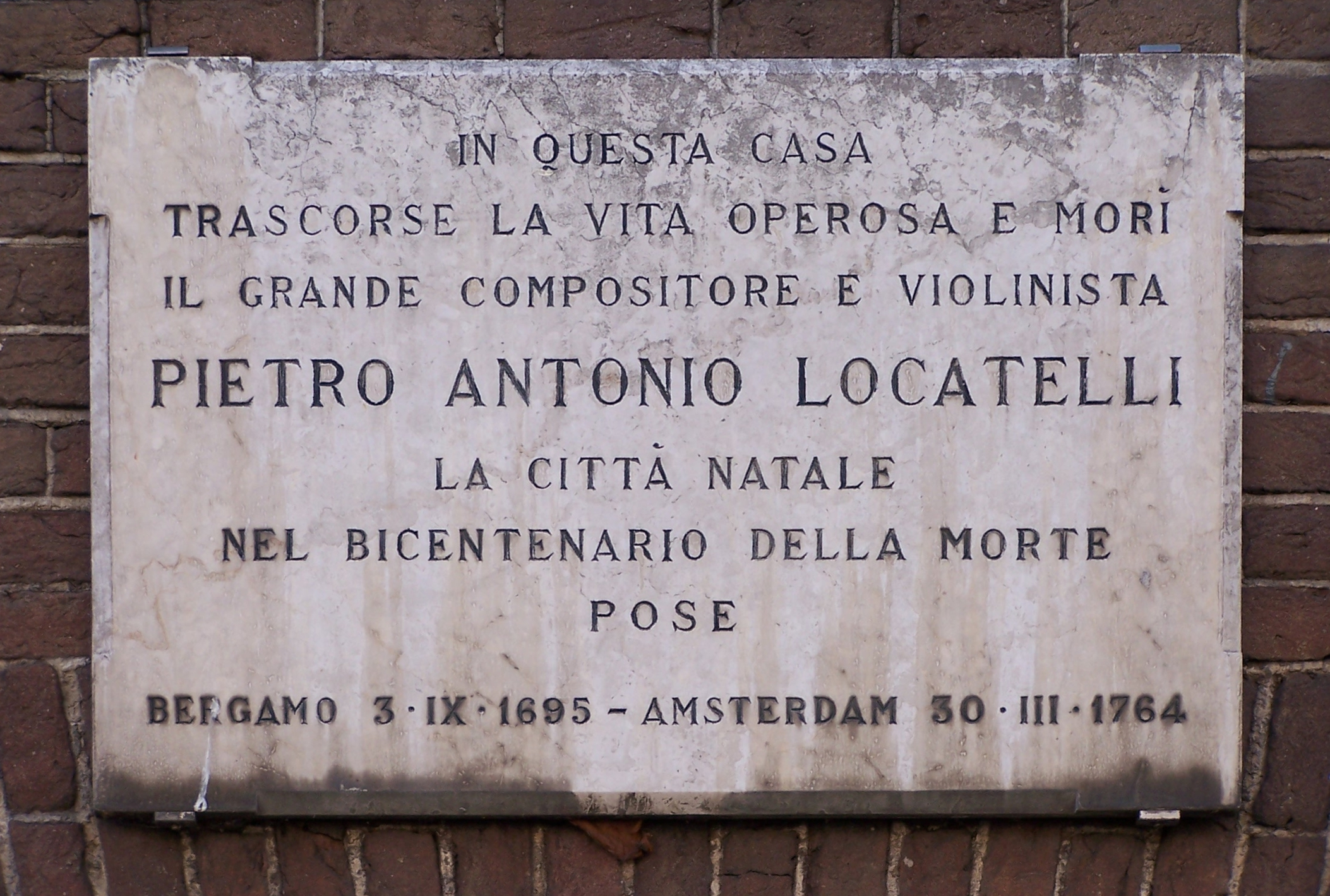
Placca Prinsengracht 506, Amsterdam

In seguito a partire dal 1723 – probabilmente in concomitanza con la partenza dall'Urbe del suo protettore, monsignor Cybo – iniziò a viaggiare soprattutto in Germania. Diventa tuttavia assai difficile ricostruire con precisione la vita del Locatelli in questi anni; alcuni indizi sono forniti da sue dediche o da scritti che attestano la sua presenza in questa o quella città: la dedica al patrizio veneto Girolamo Michiel Lini preposta ai Concerti dell'Arte del Violino (Op. III); i 12 fiorini d'oro ricevuti per un'esibizione a Monaco di Baviera presso la corte del Principe-Elettore Karl Albert; gli 80 talleri imperiali percepiti nel dicembre 1728 a Kassel per un servizio reso presso la corte del langravio Carlo I d'Assia-Kassel.
Nel 1729 Locatelli si stabilì ad Amsterdam, città in cui visse fino alla morte, allontanandosene raramente. Qui diresse il Collegium Musicum, composto da benestanti amanti della musica per i quali egli componeva e per i quali, ogni mercoledì con regolarità, teneva un concerto presso la propria abitazione.
Alla sua morte, nel 1764, lasciò un discreto patrimonio, a riprova del successo da lui ottenuto nel gestire le proprie capacità e la propria fama. Fu sepolto nella chiesa inglese del Begijnhof di Amsterdam.

## Opere
- Dodici Concerti grossi op. 1, che mostrano l'influsso di Arcangelo Corelli;
- Dodici Sonate op. 2, per flauto traverso;
- L'Arte del Violino op. 3: la sua opera di maggior rilievo. Si tratta della raccolta di dodici concerti per violino, i quali prevedono 24 capricci tecnicamente assai impegnativi;
- Sei Introduzioni teatrali e 12 Concerti op. 4;
- Cinque sonate per trio, op. 5, da lui personalmente edite nel 1746 e dedicate a M. Leveston, segretario della città e uno dei suoi allievi e mecenati;
- Dodici sonate op. 6, per violino;
- Sei concerti grossi op. 7
- Sonate per violino e 6 per trio op. 8;
- altre sonate per violoncello, flauto e violino con basso continuo.

## Considerazioni sull'opera di Locatelli
Locatelli fu un mostro di tecnica violinistica: si diceva che non avesse mai suonato una nota sbagliata, tranne una volta in cui il suo mignolo scivolò e toccò il ponticello dello strumento.
La maggior parte delle composizioni di Locatelli sono lavori per violino. La sua pubblicazione più conosciuta è l'Arte del violino, opera III, una raccolta di dodici concerti per violino solista, archi e basso continuo. La raccolta include una serie di 24 Capricci per violino solo di grande difficoltà tecnica, posti al termine del primo e terzo movimento di ciascun concerto come cadenza del solista; dato il loro interesse nello sviluppo della tecnica violinistica, a partire dal XIX secolo si è susseguita una serie di pubblicazioni dei soli capricci, estrapolati dal contesto dei Concerti originari e utilizzati come brani concertistici a sé stanti o come studi didattici di tecnica superiore.
Locatelli scrisse inoltre sonate per violino e basso continuo, sonate a tre, concerti grossi e una raccolta di sonate per flauto (op.2). I suoi primi lavori mostrano l'influenza di Arcangelo Corelli, mentre la produzione più matura ha un respiro più internazionale, più vicino al gusto galante.
Uno dei brani più particolari e interessanti della sua produzione è il concerto VI che chiude l'opera VII, intitolato Il Pianto di Arianna. Nonostante sia destinato ad un organico esclusivamente strumentale (un gruppo di archi divisi in "concertino" e "concerto grosso", come nel concerto grosso, una forma ormai arcaica all'epoca di Locatelli perché di fatto sostituita da tempo dal concerto solistico), la scrittura è tipicamente vocale e riproduce una sorta di cantata senza testo, divisa in recitativi ed arie. Le arie vocali erano all'epoca una fonte d'ispirazione costante per i compositori di brani strumentali, non così i recitativi; altri esperimenti di contaminazione erano stati già provati da Antonio Vivaldi (ad esempio nel concerto per violino RV 208 "Il Grosso Mogul") e da Francesco Antonio Bonporti in varie sue opere per violino e basso continuo o per archi, ma mai si era pensato di trasporre per un insieme strumentale un'intera cantata. Il risultato è una musica fortemente drammatica, di tormentata espressività.
Il pubblico moderno conosce forse Locatelli per via di un pezzo che egli, in effetto, non ha mai composto. Infatti il romanzo Primo comando, di Patrick O'Brian il primo della serie Aubrey-Maturin, comincia con la famosa frase: «La sala da musica dell'abitazione del governatore a Port Mahon, un ottagono alto, bello e ovattato, era riempita dai trionfi del primo movimento del quartetto in do maggiore di Locatelli.» In realtà, non è mai stato documentato alcun quartetto scritto da Locatelli, anche se certi concerti grossi per archi possono essere eseguiti con un quartetto d'archi.